# Focke-Wulf Fw 44
Focke-Wulf Fw 44 là một loại máy bay hai tầng cánh của Đức trong thập niên 1930, còn gọi là Stieglitz ("Goldfinch"). Fw 44 do hãng Focke-Wulf chế tạo làm máy bay huấn luyện và máy bay thể thao.

## Biến thể

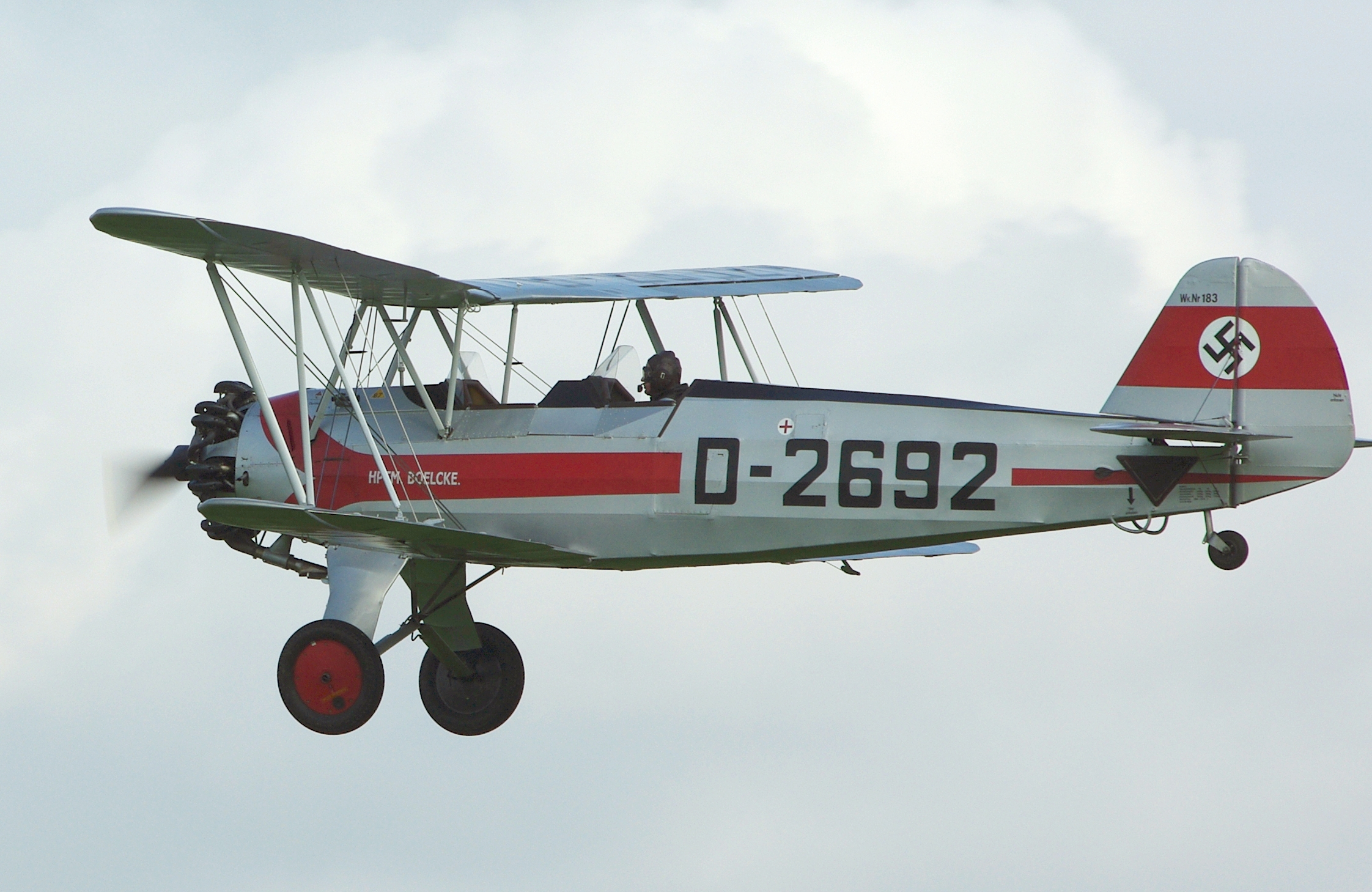
FW44J G-STIG tại Old Warden 2008

Fw 44B
Fw 44C
Fw 44D
Fw 44E
Fw 44F
Fw 44J

## Quốc gia sử dụng
Argentina
- Không quân Argentina
- Hải quân Argentina
  - Không quân Hải quân Argentina

 Áo
- Không quân Áo (1927-1938)

 Bolivia
- Không quân Bolivia

 Brasil
- Không quân Brazil
- Hải quân Brazil

 Bulgaria
- Không quân Bulgary

 Đài Loan
 Chile
 Colombia
 Tiệp Khắc
- Không quân Tiệp Khắc

 Phần Lan
- Suomen Ilmavoimat

 Germany
- Luftwaffe

 Hungary
- Không quân Hungary

 Ba Lan
 Romania
- Không quân Hoàng gia Romani

 Slovakia
- Không quân Slovak (1939-1945)

 Tây Ban Nha
- Không quân Tây Ban Nha

 Thụy Điển
- Không quân Thụy Điển

 Thụy Sĩ
- Không quân Thụy Sĩ

 Thổ Nhĩ Kỳ1937 - 1962)
 Nam Tư
- Không quân SFR Nam Tư

## Tính năng kỹ chiến thuật (Fw 44)
Dữ liệu lấy từ Holmes, 2005. p. 79.
Đặc điểm tổng quát
- Kíp lái: 2
- Chiều dài: 7,30 m (23 ft 11 in)
- Sải cánh: 9 m (29 ft 6 in)
- Chiều cao: 2,80 m (9 ft 2 in)
- Diện tích cánh: 20 m² (215,2 ft²)
- Trọng lượng rỗng: 565 kg (1.243 lb)
- Trọng lượng có tải: 770 kg (1.694 lb)
- Trọng lượng cất cánh tối đa: 785 kg (1.727 lb)
- Động cơ: 1 × Siemens Sh 14 A-4, 118 kW tại 2.100 rpm (160 hp)

 Hiệu suất bay 
- Vận tốc cực đại: 185 km/h (115 mi)
- Tầm bay: 550 km (340 mi)
- Trần bay: 3.900 m (12.790 ft)
- Vận tốc lên cao: 17 m/s (56 ft/s)